# Розмонт (Иллинойс)
Розмонт (англ. Rosemont) — деревня в штате Иллинойс, США, расположенная к северо-западу от Чикаго. По данным переписи 2010 года, население Розмонта составляет 4202 человека. Деревня была основана в 1956 году, хотя заселена она была задолго до этого. В то время как площадь и население Розмонта относительно невелики среди муниципалитетов Большого Чикаго, деревня является крупным центром коммерческой деятельности региона и ключевым компонентом Золотого Коридора (Golden Corridor).
Розмонт является закрытым населённым пунктом; в результате решения постоянных жителей в 1995 году была огорожена часть жилых участков (более половины площади деревни), тем самым ограничив доступ к местным жителям, не пуская прохожих.

## География
По данным переписи 2010 года, общая площадь деревни составляет 4,6 км².

## Демография
По данным переписи в 2000 году, население деревни насчитывало 4 224 человека. Средняя плотность населения составляла 937,3 чел./км². Расовый состав населения Розмонта: 79,24 % белые, 1,35 % афроамериканцы, 0,88 % коренные американцы, 11,55 % другие расы и 2,56 % две и более рас. Испанцы и латиноамериканцы любой расы составляли 35,35 % населения.
В 2000 году Розмонт вместе с Боудоном, штат Джорджия был поставлен на первое место как населённый пункт США с самым высоким процентом людей, имеющих болгарское происхождение. В 2000 году этот процент составлял 2,7 %.
Насчитывалось 1 692 семей, из которых 24,9 % составляли дети в возрасте до 18 лет, проживающие с ними, 43,3 % супружеские пары, живущие вместе, 8,9 % женщины, проживающие без мужей и 41,7 % не имеющие семью. 35,0 % всех семей составляли отдельные лица и 13,4 % одинокие люди в возрасте 65 лет и старше.
Возрастной состав населения Розмонта: 24,4 % лица в возрасте до 18 лет, 10,4 % от 18 до 24 лет, 35,7 % от 25 до 44 лет, 18,4 % от 45 до 64 лет и 11,1 % от 65 лет и старше. Средний возраст составил 32 года.

## Экономика
Розмонт находится между Международным аэропортом О’Хара и Чикаго-Луп. Благодаря своему расположению, большую часть деревни занимают большие отели и офисные здания. Большинство крупных сетей отелей, действующих в Соединённых Штатах имеют представительства в Розмонте, среди которых Global Hyatt, Hilton Hotels Corporation, Marriott International, Starwood Hotels and Resorts Worldwide, Wyndham Hotels & Resorts, Accor и InterContinental Hotels Group.
В Розмонте, в Columbia Centre располагаются офисы одной из крупнейших мировых авиакомпаний Emirates Airline.